# Xanthoarctia pseudomeoides
Xanthoarctia pseudomeoides là một loài bướm đêm thuộc phân họ Arctiinae, họ Erebidae.